# أشلي كابريرا
أشلي كابريرا هي ممثلة فلبينية، ولدت في 4 ديسمبر 1987 في الفلبين.

## وصلات خارجية
- أشلي كابريرا على موقع IMDb (الإنجليزية)